# Emil Tréval
Emil Tréval (13. prosince 1859, Prešov – 10. února 1929, Praha), vlastním jménem MUDr. Václav Walter, byl český lékař a spisovatel. Psal beletrii, je autorem mnoha naturalistických románů, divadelních her a populárně vědeckých publikací.

## Život
Emil Tréval studoval v Praze, Berlíně a Paříži. V roce 1883 vstoupil jako lékař do státní služby, působil v Čechách, na Moravě a ve Vídni. Od roku 1919 působil jako vrchní zdravotní rada v politické správě na Žižkově. Od 1925 byl členem Československé akademie, od 1927 byl v redakci beletristického časopisu Zvon. Ze začátku své tvorby psal pod svým vlastním jménem převážně vědecké a populárně zdravovědné spisy.
Od let 80. let 19. století přispíval do časopisů Včela, Vesna a Moravské orlice. V této době tvořil fejetony s lékařskou tematikou. Jeho tvorba byla zprvu spíše realistická, šlo o pouhé vypravování. Postupem času začal autor směřovat svou tvorbu k symbolismu a dekadenci. Jeho literární tvorba je silně ovlivněna jeho povoláním lékaře. Častým tématem jeho mnohdy naturalistické tvorby bylo romantické pojetí ženských postav. Psal také o duševních poruchách, utkvělých představách, halucinacích, zrůdné erotice a o psychických i mravních otázkách manželství.
Některá svá díla publikovali společně se svou manželkou Zdenou Walterovou (pseudonym Viola) pod společným pseudonymem Emil Tréval-Viola, či Emil Viola-Tréval. Užíval více pseudonymů: Pantalon, Václav Prešovský, Ladislav Vašek, Jiří Okoř, Ben Trovato, Trovato, Holofernes Kotě, Vrač, Prof. Zmatěj, Zmatěj, Evil Stop, Fr. Moravec, Ka Mehameha,Tabu, Vavřina Podhájská, dr.-, et., et, E.T.,  Ad. Pisánka, A. Pisánka a Aristoteles Trdlo.

## Dílo

### Časopisecké příspěvky
Emil Tréval přispíval do časopisů Zlatá Praha, Lumír a j. Fejetony s lékařskou tematikou vydával v brněnském listu Beobachter pod titulem Aus dem Tagebuche eines Arztes.

### Knižní vydání
- Manželství a jeho vliv na přítomné a budoucí pokolení (1901)
- Antiky (1907) – povídky inspirované tvorbou Julia Zeyera
- Právo ideálu (1909)
- Na prahu Kanaanu (1919)
- Průboj (1920) a Kdo za pravdu hoří (1921) – zobrazení života svého otce
- Síla lži (1921)
- Vývraty duší (1924) – novely
- Květy mrazu (1924) – novely
- Anděl a Eva (1927) – novely
- Bacchantčiny oči: román o manželství (1928)
- Vyhnaní synové Evy (1929)

### Dramata
- Nevysloveno (Hráno v Národním divadle 1907)[8]
- Válka bohů (Drama z rus. prostředí, hráno v Národním divadle 1908, účinkovali Eduard Vojan, Leopolda Dostalová, Marie Hübnerová, aj.[9])
- Tiberius (Hráno v Národním divadle 1914–1915)[10]